# Bultaco Sherpa N
|  | No s'ha de confondre amb Bultaco Sherpa T o Bultaco Sherpa S. |

La Bultaco Sherpa N fou un model de motocicleta fora d'asfalt fabricat per Bultaco entre 1960 i 1965. Al llarg de la seva vida comercial se'n produïren dues versions correlatives, una de 155 i l'altra de 200 cc, totes dues amb les següents característiques generals: motor de dos temps monocilíndric refrigerat per aire, bastidor de simple bressol, frens de tambor i amortidors de forquilla convencional davant i telescòpics darrere.
Juntament amb la Sherpa S (amb la qual es llançà simultàniament), la Sherpa N fou la primera Bultaco de fora d'asfalt i sovint ha estat considerada també la primera Bultaco de "trial", ja que fou l'antecedent directe de la reeixida Sherpa T, el primer prototipus de la qual es desenvolupà a partir d'una unitat d'aquest model.

## Història
El 1960 Bultaco llançà dues motos de fora d'asfalt derivades de sengles models de carretera: la Sherpa S, amb el motor de la Tralla 101 (el primer model de la marca, aparegut el 1959) i la Sherpa N, amb el de la 155. La primera era una moto pensada per a les competicions de motocròs i la segona, per a l'ús en zones rurals amb camins en males condicions -amb aquesta finalitat, sacrificava una mica la velocitat punta a fi de tenir un major poder d'ascensió i capacitat de passar rius a gual. Les respectives inicials han estat interpretades sovint com a "S" de scramble -nom amb què encara es coneixia aleshores el motocròs al Regne Unit- i "N" de Natura.
A l'època del llançament de la Sherpa N, el trial era una disciplina motociclista pràcticament desconeguda a Catalunya, de manera que la moto només es vengué com a vehicle utilitari en zones rurals. Al Regne Unit, però, el trial era ben popular i molts pilots de velocitat i de motocròs en practicaven per a mantenir-se en forma. El 1961, Dan Shorey -pilot polifacètic contractat per l'importador de Bultaco al Regne Unit- visità la fàbrica de Sant Adrià de Besòs i li demanà permís a l'amo de l'empresa, Paco Bultó, per a seguir competint amb motos britàniques en proves de trial al seu país. Bultó, però, li donà una Sherpa N i li digué que fes servir aquella moto, modificant-la tant com calgués. Shorey va fer-ho així i ja a finals d'aquell any disputà una prova al Traitors Ford (al límit entre Warwickshire i Oxfordshire) amb aquella moto, adaptada al seu gust de forma artesanal. Era la primera vegada que una Bultaco competia en un trial britànic.
Poc després, Paco Bultó començà a introduir el trial a Catalunya i, cap a 1962, estrenà una prova -més aviat una reunió d'amics- al seu mas de Cunit: el "Trial de Sant Antoni"; com que no hi havia cap motocicleta adient per a participar-hi, als pioners que hi convidava els oferia unitats de Tralla 101 i de Sherpa N adaptades per a l'ocasió. Bultó organitzava també excursions motoritzades per muntanya amb els seus pilots per tal d'experimentar de cara a aquella prova, partint d'una moto que anomenaven buque insignia (vaixell almirall) la qual anaven adaptant, sobre el terreny, amb un estol de mecànics que la seguia. Aquella moto havia estat creada sobre la base d'una Sherpa N i fou l'origen de la Sherpa T.

### El naixement de la Sherpa T

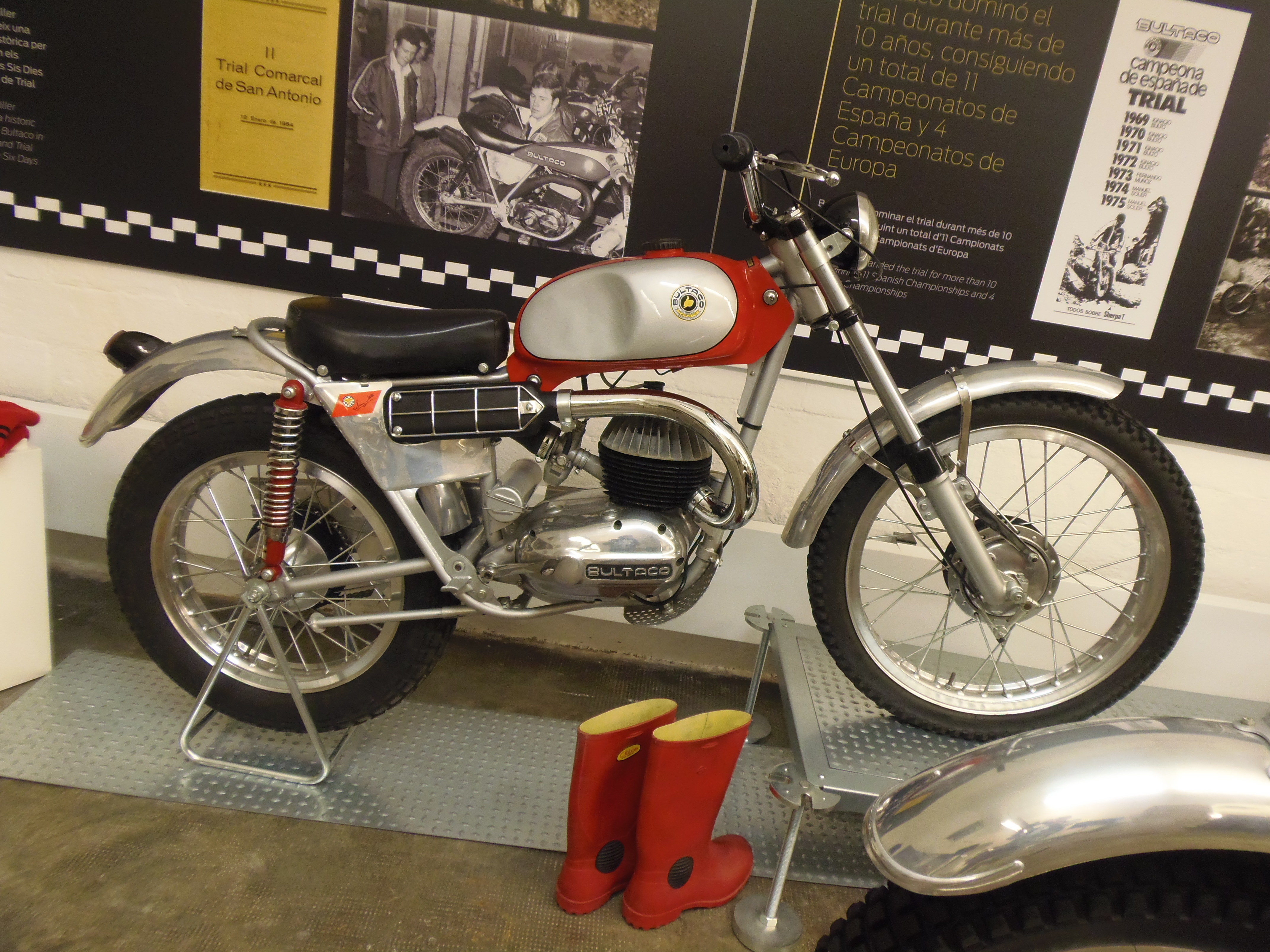
La primera Sherpa T, una evolució radical de la Sherpa N

A mitjan 1964, Paco Bultó i el campió Sammy Miller iniciaren la seva coneguda col·laboració per tal de crear una nova moto de trial amb possibilitats de victòria. Quan l'irlandès es desplaçà al Mas de Sant Antoni de Cunit per a iniciar les proves, es trobà amb el prototipus que li havia preparat Bultó partint d'una Sherpa N. El resultat final no tenia gaire a veure amb aquella moto, a la qual se li va canviar tant el xassís com el motor. La nova moto, presentada a finals d'aquell any a Londres i batejada com a Sherpa T, canvià per sempre la història del trial. Des d'aquell moment, a més, la Sherpa N es deixà de produir definitivament.

## Versions

### Llista de versions produïdes
| Versió | Cilindrada | Id. Model | Núm. Sèrie                                            | Període en producció | Període en producció | Pintura dipòsit         |
| Versió | Cilindrada | Id. Model | Núm. Sèrie                                            | De                   | A                    | Pintura dipòsit         |
| ------ | ---------- | --------- | ----------------------------------------------------- | -------------------- | -------------------- | ----------------------- |
| 155    | 155        | 4         | 400.001 - 400.270 400.296 - 400.447 401.201 - 401.240 | 1960                 | 1963                 | Blau i argentat (llarg) |
| 200    | 200        | 4         | 400.271 - 400.295 400.621 - 400.640                   | 1963                 | 1965                 | Blau i argentat (curt)  |

### 155
Fitxa tècnica
| Bultaco Sherpa N   | Bultaco Sherpa N                                      | Bultaco Sherpa N |
| ------------------ | ----------------------------------------------------- | ---------------- |
|                    | 155                                                   |                  |
| Id. Model          | 4                                                     |                  |
| Núm. Sèrie         | 400.001 - 400.270 400.296 - 400.447 401.201 - 401.240 |                  |
| Anys               | 1960 - 1963                                           |                  |
| CC                 | 153,1                                                 |                  |
| Diàmetre x Carrera | 57 x 60 mm                                            |                  |
| Compressió         | 8:1                                                   |                  |
| CV                 | 11,6 a 5.500 rpm                                      |                  |
| Carburador         | 20 mm                                                 |                  |
| Canvi              | 4 velocitats                                          |                  |
| Pneumàtic davant   | 2,75 x 19                                             |                  |
| Pneumàtic darrera  | 3,00 x 19                                             |                  |
| Frens davant       | 160 x 35 mm                                           |                  |
| Frens darrera      | 140 x 40 mm                                           |                  |
| Pes en sec         | 91 kg                                                 |                  |
| Dipòsit            | Blau i argentat, llarg (11 l)                         |                  |

### 200
Fitxa tècnica
| Bultaco Sherpa N   | Bultaco Sherpa N                    | Bultaco Sherpa N |
| ------------------ | ----------------------------------- | ---------------- |
|                    | 200                                 |                  |
| Id. Model          | 4                                   |                  |
| Núm. Sèrie         | 400.271 - 400.295 400.621 - 400.640 |                  |
| Anys               | 1963 - 1965                         |                  |
| CC                 | 196,4                               |                  |
| Diàmetre x Carrera | 64,5 x 60 mm                        |                  |
| Compressió         | 8:1                                 |                  |
| CV                 | 16,3 a 6.000 rpm                    |                  |
| Carburador         | 25 mm                               |                  |
| Canvi              | 4 velocitats                        |                  |
| Pneumàtic davant   | 2,75 x 19                           |                  |
| Pneumàtic darrera  | 3,00 x 19                           |                  |
| Frens davant       | 160 x 35 mm                         |                  |
| Frens darrera      | 140 x 40 mm                         |                  |
| Pes en sec         | 95 kg                               |                  |
| Dipòsit            | Blau i argentat, curt (11 l)        |                  |